# Da 47/32
Cannone da 47/32 は、第二次世界大戦前にオーストリアで開発され、イタリアでライセンス生産された大砲である。

## 開発経緯
第二次世界大戦前のイタリア陸軍は当時、工業の立ち遅れなどから他国に比べると大砲の開発等に遅れを生じていた。そこでイタリアは大砲のライセンス生産権をオーストリアのベーラー（Böhler）社から取得し、新型砲の国産化に乗り出した。
47ミリベーラー平射歩兵砲は第一次世界大戦の戦訓を生かしてオーストリアのベーラー社が1920年代後半から自主開発していた砲である。
基本的にはフランスが大戦中に戦線投入したプトー歩兵砲の大幅拡大改良であり、その目的とするところも大差はない。
本家のオーストリアの他、オランダ（Kanon van 4.7）、また少数ながらソ連（М1935Б)も採用している。
また、オーストリア併合後、オーストリア軍が装備していた本砲は4.7cmPAK177(i)の名でドイツ国防軍の装備に加わっており、山岳猟兵師団の対戦車大隊で短期間ながらも使用された。
しかし、最も大量かつ長期間使用したのはイタリアである。

## da 47/32 の登場
1935年にイタリア軍はベーラー社製平射歩兵砲のライセンス生産権を取得。da 47/32と名づけ国産に乗り出した。本砲はda 47/32 Mod.35とda 47/32 Mod.39の二種類があった。
Mod.35は更に主に山岳部隊向けの軽三脚砲架（移動は分解搬送）のタイプと、半空気式パンクレスタイヤ装備の開脚砲架（サスペンションは無いので、移動は低速な馬による牽引）のタイプとがある。
Mod.39は開脚砲架タイプのみで、砲身が改良されている他、砲兵トラクターやトラックによる高速牽引が可能なように、車軸に懸架装置（サスペンション）を追加する改良がされている。また、空挺部隊用に車輪のホイールを軽量のマグネシウム合金にしたものが少数作られた。
da 47/32は歩兵砲や山砲、そして対戦車砲や空挺砲など、さまざまな用途に使用できる汎用性があり、また砲自体軽量なためパラシュートでの投下が可能、空挺部隊によって広く使用することができた。しかし、限られた重量の中で汎用性を追求した分、どの用途に使用しても目的に対して十分な性能を得られないといった欠点も露呈した。
なお本砲は徹甲弾と榴弾を発射することができた。徹甲弾の射距離は500 mで43 mmの貫徹能力を、榴弾の射程は7,000 m程度あった。貫徹能力は、元来が軽量の歩兵砲であることから列強の対戦車砲と比較すると劣っていたが、榴弾威力はやや高く、トーチカの銃眼や掩体越しの射撃などではそれなりに有効だった。なお本砲は通常5名前後で使用する。

## da 47/32の長所・短所
長所
- 砲自体、軽量なためパラシュートによる投下が可能
- さまざまな用途に使用できる汎用性があった
- 他国の砲と比べて榴弾の破壊力がやや高い

短所
- 汎用性がある分、どの用途に使用しても性能が中途半端である（射程および威力）
- 車輪軸の低さからの他車両による牽引失敗

## da 47/32のその後
開発後、Da 47/32はイタリア陸軍全般で広く使用されることになるが、しかし第二次世界大戦に参戦してみると軽戦車や初期型巡航戦車を除けばイギリス軍の戦闘車両の装甲は全般に強固で、da 47/32では多くの場合で歯が立たなかった。貫通能力の劣るda 47/32は対戦車砲としてよりも歩兵砲としての使用に限定されることが多くなっていく。
また、戦車砲AS 40の母体ともなっており、L6/40軽戦車改造の自走砲セモヴェンテ da 47/32や、M13/40及びM14/41中戦車の主砲としても使用されることになる。

## da 47/32・データ
- 全長:1.68 m
- 口径:47 mm
- 重量:280 kg
- 初速（徹甲弾：630 m/sec　榴弾：250 m/sec）

使用砲弾　
- 徹甲弾（弾丸重量：1.44 kg、貫徹能力：射距離500 mで43 mm、型式等は不明）
- 榴弾（弾丸重量：2.37 kg）
- 47 mm榴弾35型
- 対戦車弾「エフェト－プロント」（成形炸薬弾）
- 対戦車弾「エフェト－プロント スペツィアーレ」
- 曳光徹甲弾35型
- 曳光徹甲弾39型
- 空包弾
- 特殊榴弾

## 運用国
- イタリア
- オーストリア
- オランダ
- ソビエト連邦
- 中華民国
- ドイツ
- フィンランド
- ルーマニア
- ユーゴスラビア